# Willem Arondeus
Willem Arondeus était un artiste et auteur néerlandais, membre de la résistance aux Pays-Bas durant la Seconde Guerre mondiale. 

## Biographie
Willem Johan Cornelis Arondeus, enfant de Hendrik Cornelis Arondeus et de Catharina Wilhelmina de Vries, est né à Naarden le 22 août 1894. Il étudie les arts à Amsterdam.
En 1923, il réalise une fresque pour la mairie de Rotterdam.

## Œuvre littéraire
Arondeus est l'auteur de deux romans parus en 1938, illustrés de ses propres dessins : Het Uilenhuis (La maison des chouettes) et In de bloeiende Ramenas (Dans le céleri rave en fleur).

## Engagement politique
Willem Arondeus utilise son savoir faire d'artiste pour réaliser de faux documents pendant l'invasion allemande. Il participe le 23 mars 1943 à l'attentat contre les archives publiques d'Amsterdam avec la musicienne et résistante lesbienne Frieda Belinfante, le musicien Jan van Gilse et le sculpteur Gerrit van der Veen (en) afin de faire disparaître les registres des juifs installés aux Pays-Bas ainsi que les autres cibles de la Gestapo. Il est arrêté puis exécuté le 1er juillet 1943. 
Arondeus était ouvertement homosexuel avant la guerre et affirmait déjà son identité fièrement avant son exécution. Ses derniers mots, restés célèbres, furent : « Que l'on sache que les homosexuels ne sont pas des lâches ».

## Postérité
Willem Arrondeus est reconnu au Yad Vashem comme un Juste parmi les Nations .
En 1984, il a reçu la Resistance Memorial Cross (en) néerlandaise à titre posthume.
En 2023, il est un personnage de la série télévisée A Small Light, et sa vie fait l'objet du documentaire Willem and Frida - Defying Nazis de Stephen Fry.

## Galerie

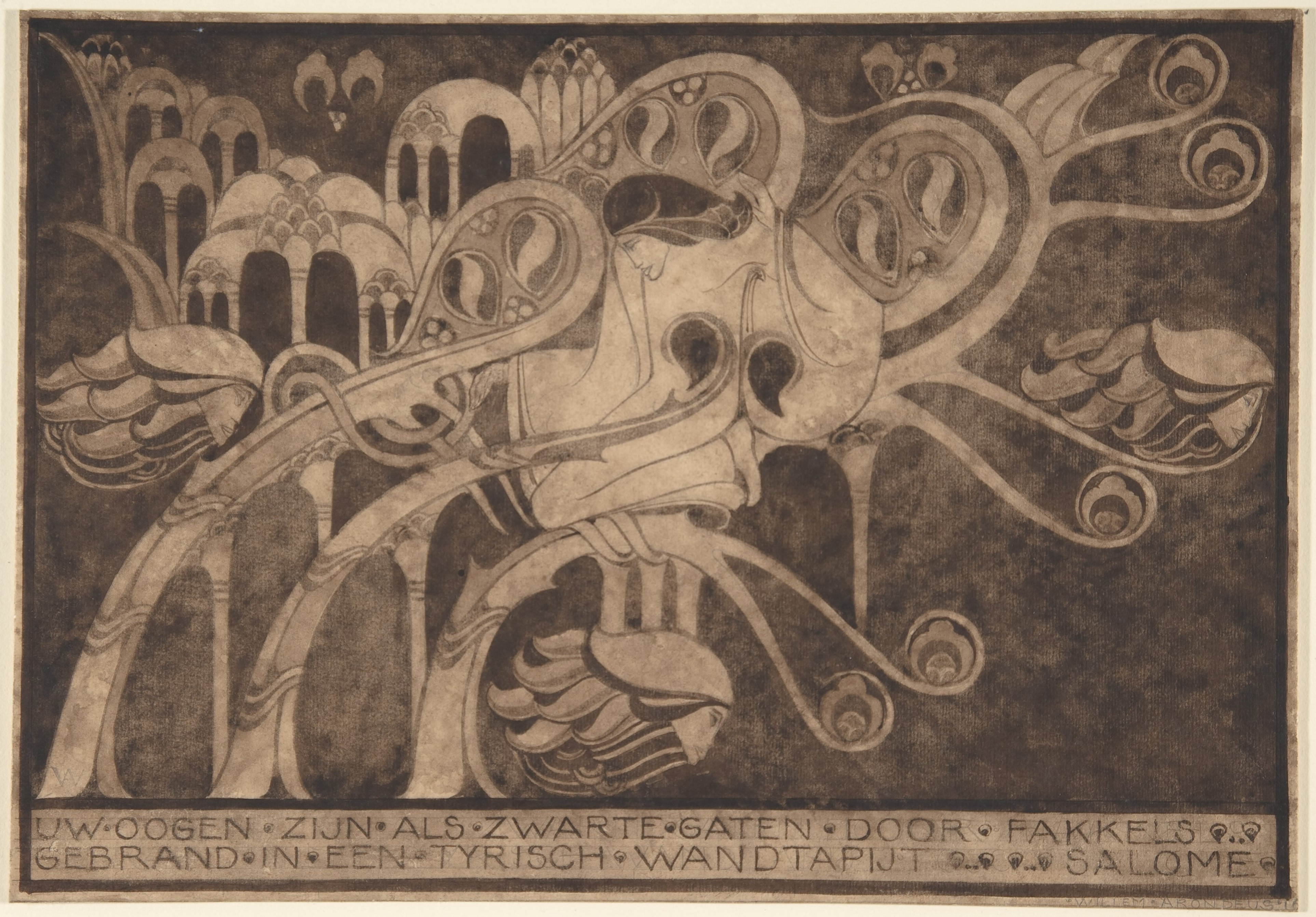
Salomé, 1916
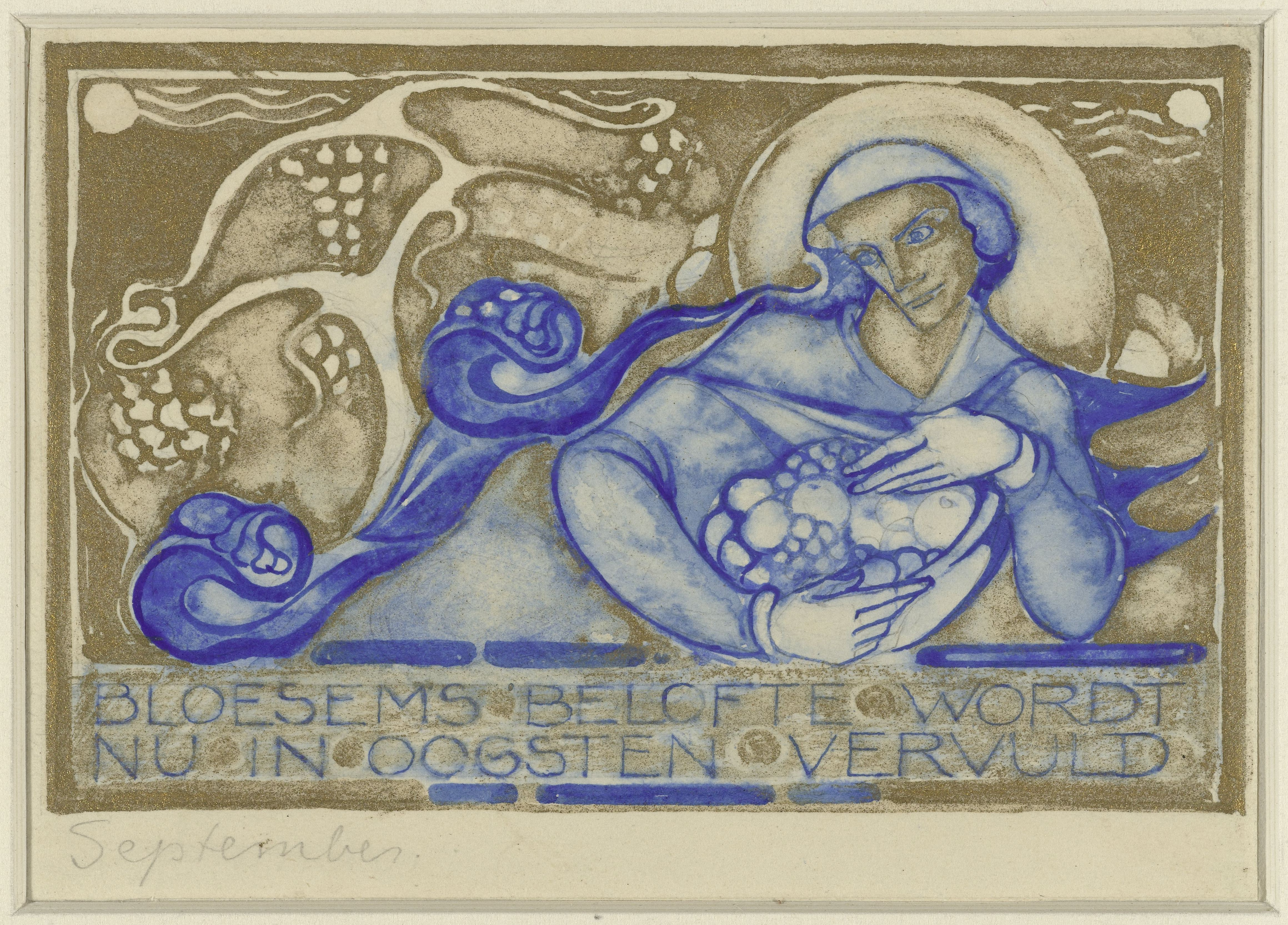
Dessin pour un calendrier, septembre, 1930-1931
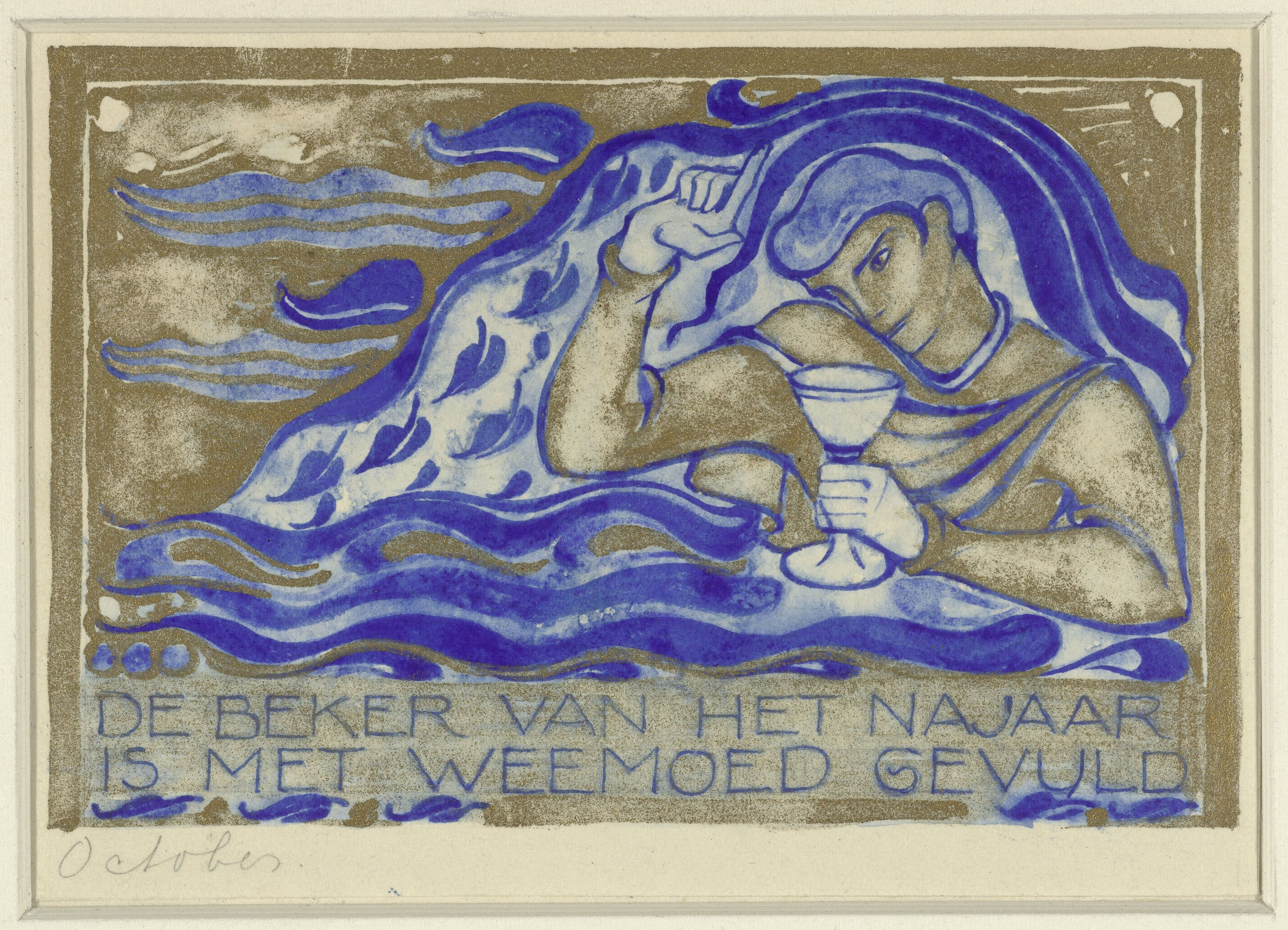
Dessin pour un calendrier, octobre, 1930-1931
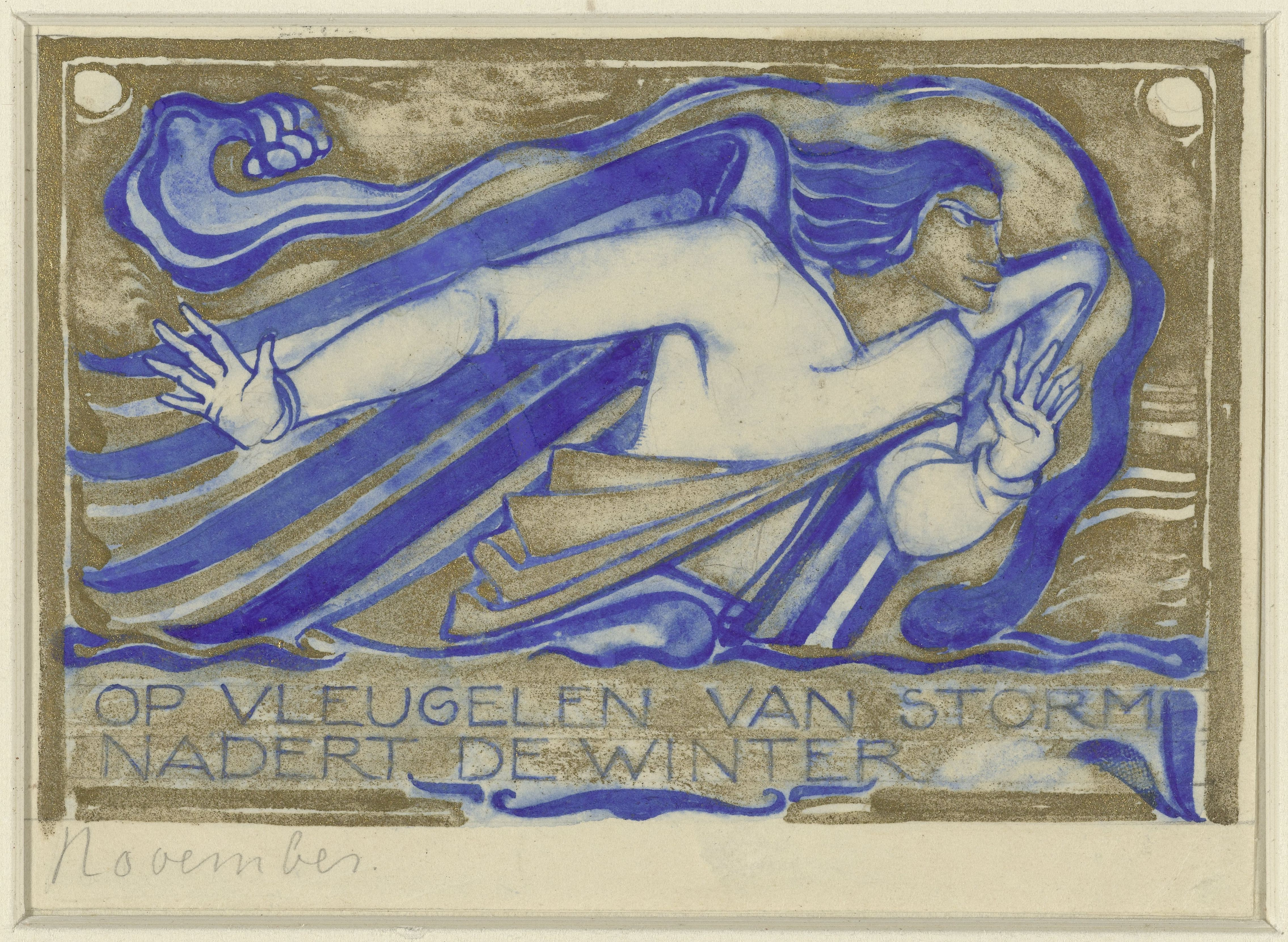
Dessin pour un calendrier, novembre, 1930-1931
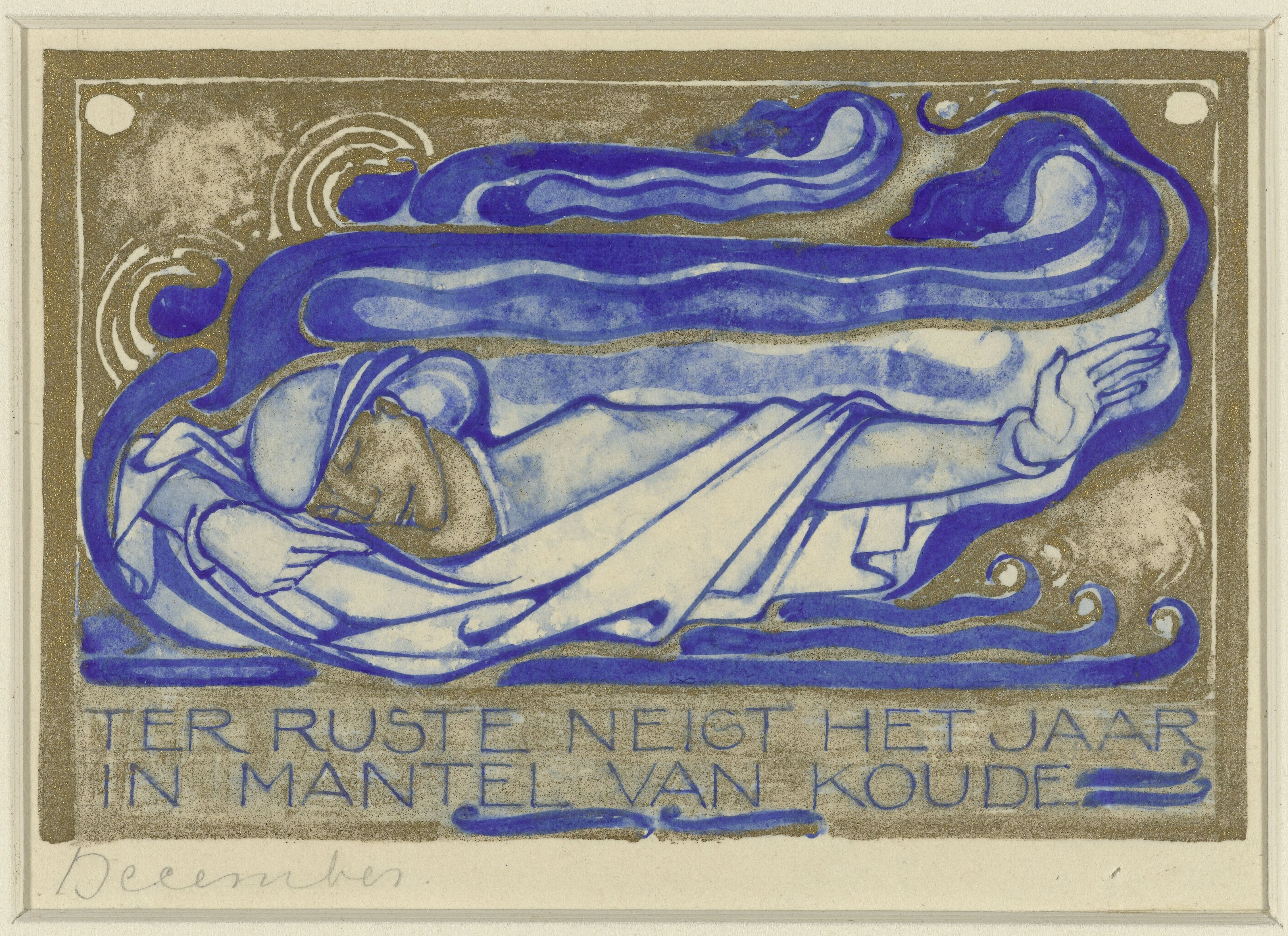
Dessin pour un calendrier, décembre, 1930-1931
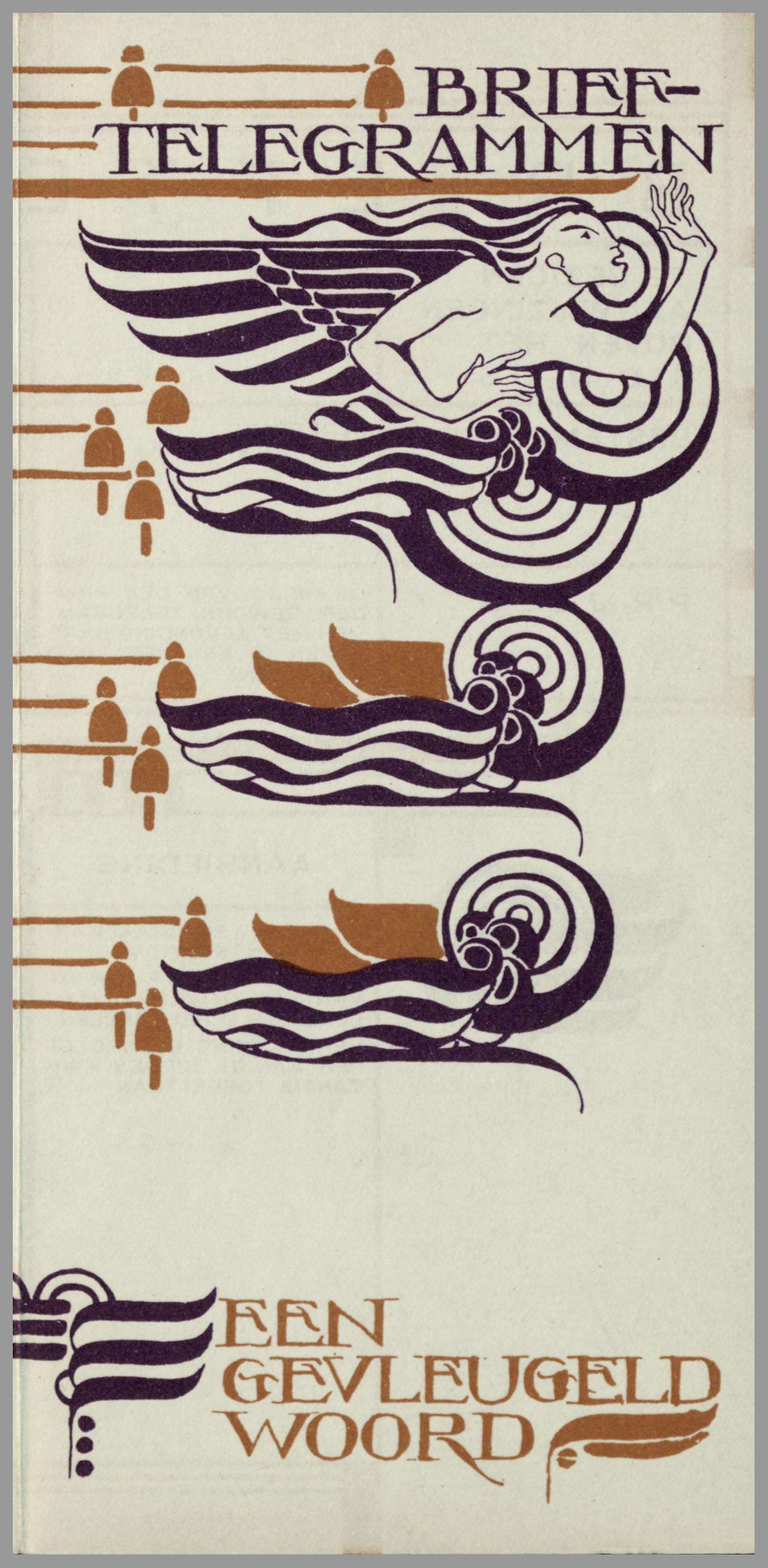
Brieftelegrammen, een gevleugeld woord, 1937-1938
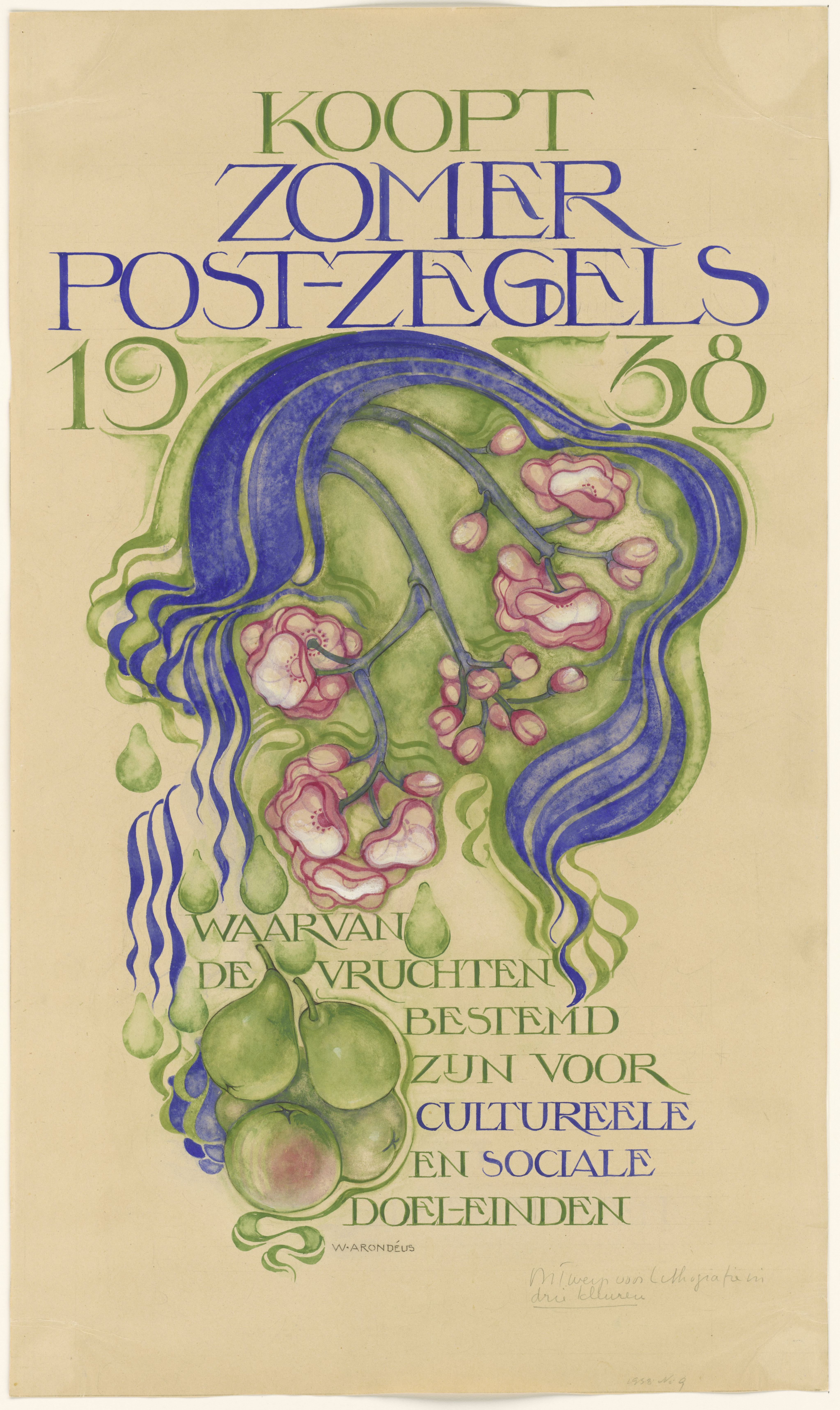
Design pour un timbre, 1938
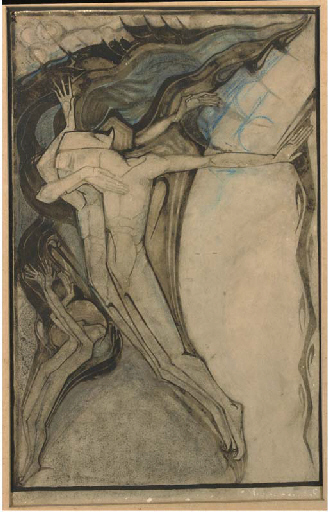
Purgatory, Encre et craie sur papier, 1943

## Biographie
- Arondeus, A Play, O'Corra Simon, Sachet Mixte Press - France (2017)  (ISBN 9781974026104)